# 바이청시
바이청(중국어 간체자: 白城市, 병음: Báichéng)은 지린성 북동부에 있는 도시이다. 면적 25683km2, 인구는 약 203만 명인 이 도시는 지린성의 유일한 지급시이다. 지명은 몽골어로 하얀 마을을 의미하는 차간 호트를 한역한 것이다. 바이청은 과거에는 헤이룽장성에 속했으나 현재는 지린성 관할이 되었다.

## 지리
바이청은 헤이룽장성과 내몽골 자치구에 접해 있다.

## 기후
| 바이청시의 기후                                               | 바이청시의 기후 | 바이청시의 기후 | 바이청시의 기후 | 바이청시의 기후 | 바이청시의 기후 | 바이청시의 기후 | 바이청시의 기후 | 바이청시의 기후 | 바이청시의 기후 | 바이청시의 기후 | 바이청시의 기후 | 바이청시의 기후 | 바이청시의 기후 |
| 월                                                            | 1월             | 2월             | 3월             | 4월             | 5월             | 6월             | 7월             | 8월             | 9월             | 10월            | 11월            | 12월            | 연간            |
| ------------------------------------------------------------- | --------------- | --------------- | --------------- | --------------- | --------------- | --------------- | --------------- | --------------- | --------------- | --------------- | --------------- | --------------- | --------------- |
| 역대 최고 기온 °C (°F)                                        | 5.9 (42.6)      | 12.8 (55.0)     | 26.6 (79.9)     | 33.3 (91.9)     | 40.0 (104.0)    | 40.7 (105.3)    | 38.0 (100.4)    | 37.7 (99.9)     | 34.0 (93.2)     | 29.8 (85.6)     | 19.3 (66.7)     | 7.2 (45.0)      | 40.7 (105.3)    |
| 일평균 최고 기온 °C (°F)                                      | −8.8 (16.2)     | −3.0 (26.6)     | 5.4 (41.7)      | 15.6 (60.1)     | 23.1 (73.6)     | 27.7 (81.9)     | 29.2 (84.6)     | 27.7 (81.9)     | 22.7 (72.9)     | 13.7 (56.7)     | 1.3 (34.3)      | −7.5 (18.5)     | 12.3 (54.1)     |
| 일일 평균 기온 °C (°F)                                        | −15.7 (3.7)     | −10.3 (13.5)    | −1.6 (29.1)     | 8.6 (47.5)      | 16.6 (61.9)     | 21.8 (71.2)     | 24.0 (75.2)     | 22.0 (71.6)     | 15.9 (60.6)     | 6.9 (44.4)      | −4.8 (23.4)     | −13.7 (7.3)     | 5.8 (42.4)      |
| 일평균 최저 기온 °C (°F)                                      | −21.4 (−6.5)    | −16.9 (1.6)     | −8.6 (16.5)     | 1.1 (34.0)      | 9.6 (49.3)      | 15.8 (60.4)     | 19.0 (66.2)     | 16.6 (61.9)     | 9.3 (48.7)      | 0.8 (33.4)      | −10.1 (13.8)    | −18.9 (−2.0)    | −0.3 (31.4)     |
| 역대 최저 기온 °C (°F)                                        | −38.1 (−36.6)   | −36.7 (−34.1)   | −26.0 (−14.8)   | −13.6 (7.5)     | −4.4 (24.1)     | 3.7 (38.7)      | 8.0 (46.4)      | 6.6 (43.9)      | −2.9 (26.8)     | −19.6 (−3.3)    | −29.3 (−20.7)   | −35.1 (−31.2)   | −38.1 (−36.6)   |
| 평균 강수량 mm (인치)                                         | 1.0 (0.04)      | 2.0 (0.08)      | 4.2 (0.17)      | 16.0 (0.63)     | 38.0 (1.50)     | 81.9 (3.22)     | 105.3 (4.15)    | 70.2 (2.76)     | 44.0 (1.73)     | 12.9 (0.51)     | 4.2 (0.17)      | 2.7 (0.11)      | 382.4 (15.07)   |
| 평균 강수일수 (≥ 0.1 mm)                                      | 2.1             | 1.6             | 2.7             | 3.9             | 7.4             | 11.6            | 11.6            | 9.3             | 6.6             | 4.0             | 3.1             | 3.4             | 67.3            |
| 평균 강설일수                                                 | 4.1             | 2.9             | 4.0             | 1.2             | 0               | 0               | 0               | 0               | 0               | 1.0             | 4.0             | 5.1             | 22.3            |
| 평균 상대 습도 (%)                                            | 58              | 48              | 40              | 37              | 45              | 59              | 73              | 73              | 62              | 52              | 54              | 59              | 55              |
| 평균 월간 일조시간                                            | 212.4           | 229.0           | 272.9           | 264.2           | 266.0           | 249.1           | 240.5           | 247.1           | 246.9           | 227.2           | 190.8           | 187.0           | 2,833.1         |
| 가능 일조율                                                   | 75              | 78              | 73              | 65              | 58              | 53              | 51              | 57              | 67              | 68              | 68              | 69              | 65              |
| 출처: 중국기상국 (평년값: 1991년~2020년, 극값: 1971년~2010년) |                 |                 |                 |                 |                 |                 |                 |                 |                 |                 |                 |                 |                 |

## 역사
- 1904년 - 징안 현(靖安縣)이 개설
- 1914년 - 징안 현(靖安縣)에서 타오안 현(洮安縣)으로 개칭
- 1938년 - 타오안 현(洮安縣)에서 바이청 현(白城縣)으로 개칭
- 1945년 - 타오안 현(洮安縣)으로 바뀜
- 1950년 - 타오안 현(洮安縣)에서 바이청 현(白城縣)으로 환원
- 1958년 9월 - 지급시로 승격

## 경제
섬유 산업은 도시 경제를 떠받히는 기둥 산업이다. 지역의 농업은 콩을 집중적으로 재배한다.

## 교통
치치하얼과 둥베이 지방의 다른 도시들을 연결하는 철도가 있다.

## 행정 구역
1개 시할구, 2개 현급시, 2개 현이 위치해 있다.

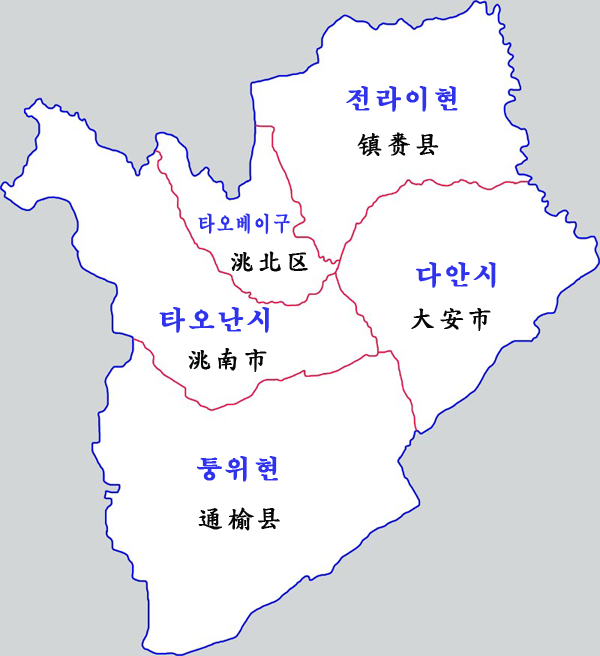
바이청 시 현급 행정구역도

시할구
- 타오베이 구(洮北区)

현급시
- 다안 시(大安市)
- 타오난 시(洮南市)

현
- 전라이 현(镇赉县)
- 퉁위 현(通榆县)